# Sedze-Maubecq
Sedze-Maubecq è un comune francese di 199 abitanti situato nel dipartimento dei Pirenei Atlantici nella regione della Nuova Aquitania.

## Società

### Evoluzione demografica
Abitanti censiti